# Rhizobium radiobacter
Rhizobium radiobacter (лат.) (известный также как Agrobacterium tumefaciens) — вид грамотрицательных, облигатно аэробных палочковидных почвенных бактерий рода Rhizobium. Способна трансформировать клетки растений при помощи специальной плазмиды. Фитопатоген, вызывает образование так называемых корончатых галлов у растений, также известна условная патогенность у людей, страдающих иммунодефицитными заболеваниями, например СПИД. Используется в генной инженерии для трансформации растений.

## История систематики
Вид Rhizobium radiobacter исторически описан как две линейки синонимов.
В первой линейке (Rhizobium radiobacter) впервые был описан Бейеринком (Beijerinck) и ван Делденом (van Delden) в 1902 г. под названием Bacillus radiobacter. Потом систематики несколько раз переносили вид в другие роды: Löhnis в 1905 —  в  Bacterium, Примбран (Pribram) в 1933 — в Rhizobium, Берджи (Bergey) в 1934 — в Achromobacter, Конн (Conn) в 1939 — в Alcaligenes и в 1942 г. — в род Rhizobium.
Во второй линейке (Agrobacterium tumefaciens) вид вначале был описан Смитом (Smith) и Тоунзендом (Townsend) в 1907 г. под названием Bacterium tumefaciens (от tumor — «опухоль» и facere — «делать, действовать», в названии была отражена способность бактерии вызывать опухоли растений). Затем следовало несколько переносов в другие роды (Pseudomonas — Phytomonas — Polymonas), пока в 1942 г. Конн (Conn) не реклассифицировал вид под названием Agrobacterium tumefaciens.
В 1993 г. Савада (Sawada) и др. предложили отменить название Agrobacterium tumefaciens (Smith et Townsend 1907) Conn 1942 как нелегитимный поздний синоним названия Agrobacterium radiobacter (Beijerinck and van Delden 1902) Conn 1942, однако комиссия законсервировала Agrobacterium tumefaciens как типовой вид рода Agrobacterium Conn 1942. В 2001 г. Янг (Young) и др. предложили перевести виды Agrobacterium, включая Agrobacterium tumefaciens, в род Rhizobium, что решало вопрос о видовом эпитете tumefaciens, который перестал быть законсервированным после упразднения рода и обе линейки синонимов вида слились в Rhizobium radiobacter (Beijerinck and van Delden 1902) Young et al. 2001.

## Биологические свойства

### Морфология
Прямые или слегка изогнутые палочковидные бактерии размером 0,6—1,0 × 1,5—3,0 мкм. Не образуют спор, подвижные. Несут 1—4 жгутика, расположенных перитрихиально. Располагаются одиночно или попарно.

### Культуральные свойства
Хемоорганогетеротроф, облигатный аэроб. Не требует специфических факторов для роста на искусственных питательных средах. Способен использовать относительно большой спектр органических веществ как единственный источник углерода (N-ацетилглюкозамин, α-аланин, β-аланин, арабинозу, аспартат, дульцит и т. д.), способен расти в LB-бульоне. На агаризованных питательных средах образуют выпуклые, круглые гладкие непигментированные или слабо-бежевые колонии. Утилизируют маннитол и другие углеводы с образованием кислоты. На средах с углеводами наблюдается выделение внеклеточной слизи полисахаридной природы. Оксидазоположительны, образуют уреазу, не образуют индол.

### Геном
Геном R. radiobacter штамма С58 (описанный ещё как A. tumefaciens) имеет размер 5,67 Мп.н. и состоит из двух хромосом (кольцевой и линейной) и двух плазмид. Отмечен большой уровень гомологии с геномом Sinorhizobium meliloti, что предполагает недавнее эволюционное расхождение.

#### Хромосомы
Кольцевая хромосома R. radiobacter штамма С58 имеет размер 2841580 п.н. и содержит 2819 генов, из которых 2765 кодируют белки. Линейная хромосома же имеет размер 2075577 п.н. и содержит 1884 гена, из которых 1851 кодируют белки. Наличие кольцевой и линейной хромосомы характерно и для других штаммов R. radiobacter, например штамма MAFF301001.

#### Плазмиды

Физическая карта Ti-плазмиды R. radiobacter

R. radiobacter штамм С58 содержит две плазмиды: плазмида At-плазмида и Ti-плазмида. At-плазмида (от Agrobacterium tumefaciens) представляет собой кольцевую двуцепочечную молекулу ДНК размером 542868 п.н. и содержит 557 гена, из которых 542 кодируют белки. Ti-плазмида (от англ. tumor-inducing) обуславливает патогенность R. radiobacter и способна встраиваться в геном растения-хозяина, перенося Т-ДНК в процессе сайт-специфической рекомбинации, плазмида также может частично встраиваться в геном Saccharomyces cerevisiae путём незаконной рекомбинации. Однако заражение мышей патогенными R. radiobacter не вызывает экспрессии репортерных генов в тканях. Ti-плазмида R. radiobacter штамма С58 представляет собой кольцевую двуцепочечную молекулу ДНК размером 214233 п.н. и содержит 199 генов, из которых 197 кодируют белки. Ti-плазмида содержит гены, контролирующие синтез и катаболизм специфических аминокислот- опинов, использующихся R. radiobacter в качестве источника питания (октопин, нопалин, агропин), гены вирулентности, гены синтеза фитогормонов- цитокининов и ауксинов (собственно они вызывают опухолеобразование и дедифференцировку тканей растения), Т-ДНК собственно представляет собой интегрируемый участок Ti-плазмиды, несущий гены синтеза фитогормонов и опинов.

## Патогенность для растений

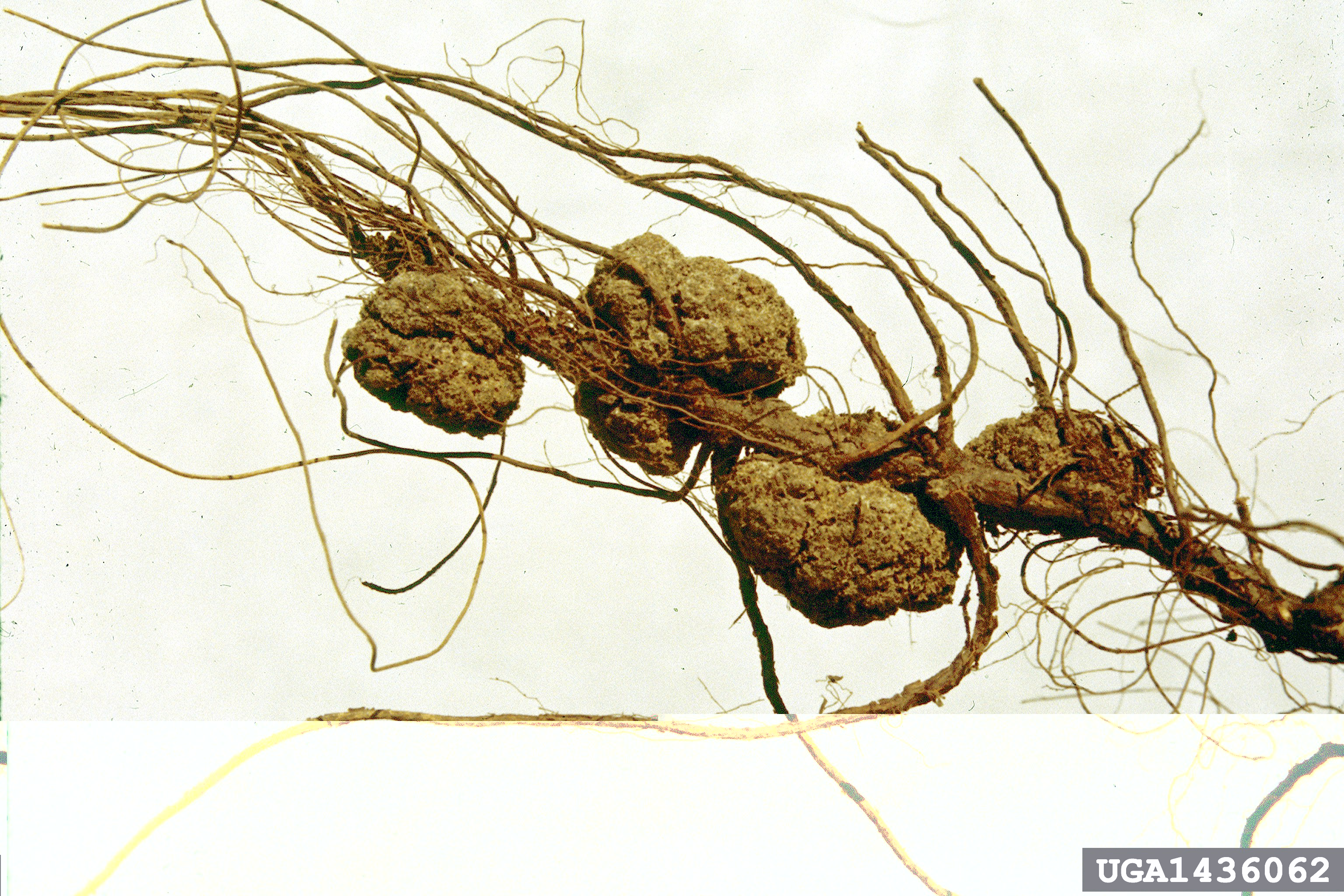
Корончатые галлы, образуемые R. radiobacter на корнях Carya illinoensis

R. radiobacter вызывает образование т. н. корончатых галлов у растений. Опухолеобразование связано с переносом Т-ДНК в геном растения с последующей его трансформацией. Трансформированные клетки ввиду дисбаланса синтеза фитогормонов дедифференцируются и начинают неупорядоченный рост. Также трансформированные клетки растения начинают синтезировать опины, которые R. radiobacter способна использовать как источник питания. Определённую роль в индукции экспрессии генов вирулентности R. radiobacter с растением-хозяином играют специфические внутриклеточные метаболиты растения, выделяющиеся при ранении тканей растения. Важным этапом патогенного процесса является синтез Т-пилей при помощи системы секреции IV типа, осуществляющееся под действием VirB-оперона. При помощи Т-пилей R. radiobacter присоединяется к клетке растения, формируя коньюгационный мостик и при помощи белка VirE1 переносит комплекс одноцепочечная Т-ДНК — белок VirE2 (образовавшуюся предварительно из Ti-плазмиды и соединенную с белком VirE2) в клетку растения. Также на трансформацию клеток растений оказывает влияние специфический белок VirE3, транспортирующийся в ядро вместе с Т-ДНК и предположительно связывающийся с фактором транскрипции. В ядре Т-ДНК интегрируется в геном клетки растения-хозяина путём сайт-специфической рекомбинации. Внедрение Т-ДНК вызывает образование характерных опухолей растений из-за гиперсинтеза фитогормонов, в опухолевых тканях начинают накапливаться опины.

## Использование в генной инженерии

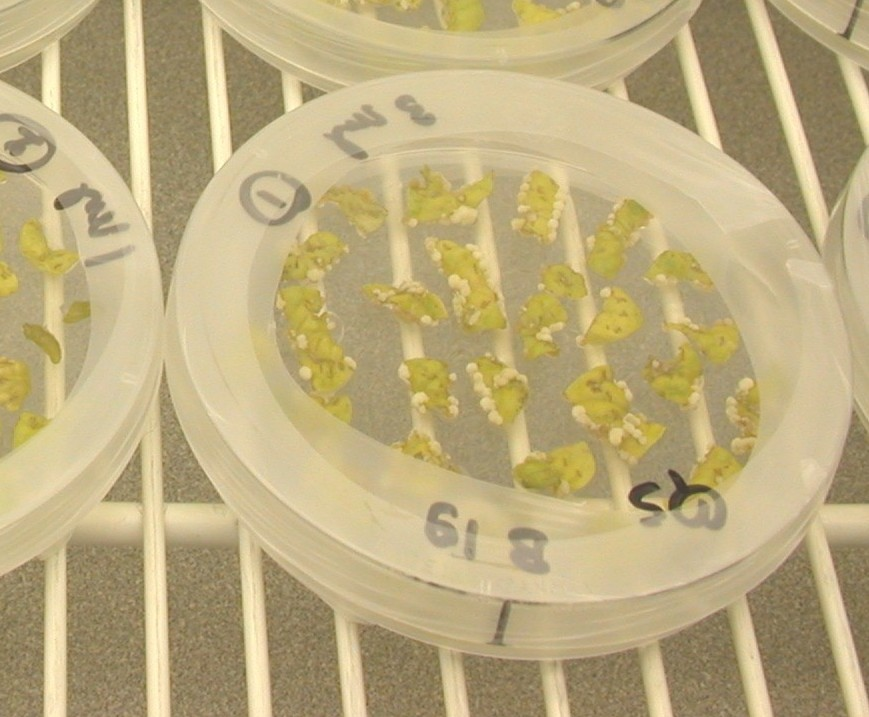
S. chacoense, трансформированные при помощи R. radiobacter. Кусочки листа с начатым каллусообразованием

Ввиду способности R. radiobacter трансформировать клетки растений, бактерия сейчас активно используется для привнесения генетического материала с целью генетической модификации растений. R. radiobacter способна трансформировать как двудольные растения, так и некоторые однодольные растения и некоторые микроскопические грибки. Поэтому были разработаны специальные векторы на основе Ti-плазмиды с удалёнными генами фитогормонов и опинов («разоруженной плазмиды») для привнесения чужеродной генетической информации в геном растений с целью получения растений с желаемыми полезными признаками.